# Football Club Nantes-Atlantique 2006-2007
Questa voce raccoglie le informazioni riguardanti il Football Club Nantes-Atlantique nelle competizioni ufficiali della stagione 2006-2007.

## Maglie e sponsor
Lo sponsor tecnico per la stagione 2006-2007 è Airness, mentre lo sponsor ufficiale è Synergie.
| Manica sinistra · Manica sinistra · Maglietta · Maglietta · Manica destra · Manica destra · Pantaloncini · Pantaloncini · Calzettoni | Manica sinistra · Manica sinistra · Maglietta · Maglietta · Manica destra · Manica destra · Pantaloncini · Pantaloncini · Calzettoni |  |

## Organigramma societario
Area direttiva
- Presidente: Rudi Roussillon
- Direttore generale: Jean-Luc Gripond

Area tecnica
- Direttore sportivo: Japhet N'Doram
- Allenatore: Serge Le Dizet, dal 20 settembre Georges Eo[2], dal 12 febbraio Michel Der Zakarian e Japhet N'Doram
- Allenatore in seconda: fino al 20 settembre Georges Eo, dal 20 settembre al 12 febbraio Michel Der Zakarian
- Preparatore atletico: Xavier Bernain
- Preparatore dei portieri: David Marraud

## Rosa
| N. |                           | Ruolo | Calciatore          |
| -- | ------------------------- | ----- | ------------------- |
| 1  | Francia (bandiera)        | P     | Fabien Barthez      |
| 1  | Serbia (bandiera)         | P     | Vladimir Stojković  |
| 3  | Francia (bandiera)        | D     | Franck Signorino    |
| 4  | Argentina (bandiera)      | D     | Mauro Cetto         |
| 5  | Haiti (bandiera)          | D     | Jean-Jacques Pierre |
| 6  | Costa d'Avorio (bandiera) | C     | Emerse Faé          |
| 7  | Francia (bandiera)        | C     | Guillaume Norbert   |
| 8  | Francia (bandiera)        | C     | Frédéric Da Rocha   |
| 9  | Kenya (bandiera)          | A     | Dennis Oliech       |
| 10 | Marocco (bandiera)        | C     | Nourdin Boukhari    |
| 11 | Francia (bandiera)        | C     | Aurélien Capoue     |
| 13 | Senegal (bandiera)        | A     | Mamadou Diallo      |
| 14 | Camerun (bandiera)        | C     | Alioum Saidou       |
| 15 | Francia (bandiera)        | D     | Nicolas Savinaud    |
| 16 | Francia (bandiera)        | P     | Tony Heurtebis      |
| 17 | Francia (bandiera)        | D     | Éric Cubilier       |
| 18 | Tunisia (bandiera)        | A     | Imed Mhedhebi       |
| 19 | Marocco (bandiera)        | A     | Jaouad Zairi        |
| 19 | Brasile (bandiera)        | A     | Adriano Duarte      |

| N. |                          | Ruolo | Calciatore            |
| -- | ------------------------ | ----- | --------------------- |
| 20 | Marocco (bandiera)       | D     | Karim El Mourabet     |
| 21 | Svezia (bandiera)        | C     | Christian Wilhelmsson |
| 22 | Francia (bandiera)       | D     | Jimmy Burgho          |
| 23 | Guinea-Bissau (bandiera) | C     | Bocundji Ca           |
| 24 | Francia (bandiera)       | D     | Loïc Guillon          |
| 25 | Argentina (bandiera)     | A     | Julio Hernán Rossi    |
| 26 | Francia (bandiera)       | D     | Kévin das Neves       |
| 27 | Belgio (bandiera)        | A     | Luigi Pieroni         |
| 28 | Romania (bandiera)       | A     | Claudiu Keșerü        |
| 29 | Serbia (bandiera)        | C     | Miloš Dimitrijević    |
| 30 | Francia (bandiera)       | P     | Vincent Briant        |
| 31 | Francia (bandiera)       | A     | Dimitri Payet         |
| 33 | Francia (bandiera)       | C     | Soilhyo Mété          |
| 34 | Senegal (bandiera)       | C     | Khassimirou Diop      |
| 35 | Francia (bandiera)       | C     | William Vainqueur     |
| 36 | Francia (bandiera)       | C     | Giovanni Sio          |
| 39 | Francia (bandiera)       | C     | Djaïd Kasri           |
| 40 | Camerun (bandiera)       | P     | Guy N'dy Assembé      |

## Risultati

### Ligue 1

#### Girone di andata
| Arbitro: | Lannoy (Boulogne-sur-Mer) |

|             |           |                                   |
| Boukhari 4’ | Marcatori | 5’ Benzema 63’ Squillaci 87’ Fred |

| Arbitro: | Duhamel (Rouen) |

|             |           |           |
| Ederson 54’ | Marcatori | 87’ Rossi |

| Arbitro: | Fautrel (Avranches) |

|                   |           |                    |
| Kouassi 4’ (aut.) | Marcatori | 64’ (aut.) Guillon |

| Arbitro: | Coué (Marsiglia) |

|                     |           |              |
| Gignac 2’, 15’, 27’ | Marcatori | 12’ Da Rocha |

| Arbitro: | Ruffray (Bayeux) |

|           |           |                |
| Payet 68’ | Marcatori | 11’ Odemwingie |

| Arbitro: | Auriac (Aubervilliers) |

|             |           |  |
| Savidan 38’ | Marcatori |  |

| Arbitro: | Chapron (Flers) |

|                       |           |           |
| Payet 38’ Norbert 49’ | Marcatori | 78’ Niang |

| Arbitro: | Moulin (Rennes) |

|             |           |  |
| Niculae 39’ | Marcatori |  |

| Arbitro: | Cailleux (San Quintino) |

|  |           |                               |
|  | Marcatori | 27’ Afolabi 49’ (rig.) Santos |

| Arbitro: | Biton (Montpellier) |

|              |           |  |
| Chrétien 54’ | Marcatori |  |

| Arbitro: | Jaffredo (Vannes) |

|           |           |  |
| Rossi 27’ | Marcatori |  |

| Arbitro: | Castro (Lione) |

|           |           |           |
| Pujol 61’ | Marcatori | 43’ Payet |

| Arbitro: | Fautrel (Avranches) |

|                           |           |                                |
| Cubilier 39’ Boukhari 87’ | Marcatori | 45'+3’ Feindouno 90'+3’ Hognon |

| Arbitro: | Chapron (Flers) |

|                        |           |  |
| Coulibaly 1’ Keita 83’ | Marcatori |  |

| Arbitro: | Coué (Marsiglia) |

|              |           |          |
| Da Rocha 75’ | Marcatori | 1’ Kalou |

| Arbitro: | Duhamel (Rouen) |

|                          |           |  |
| Melchiot 39’ Cheyrou 79’ | Marcatori |  |

| Nantes 9 dicembre 2006, ore 20:00 UTC+1 17ª giornata | Nantes-Atlantique      | 0 – 0 referto | Le Mans | Stadio della Beaujoire (24.357 spett.)\| Arbitro: \| Piccirillo (Martigues) \| |
| Arbitro:                                             | Piccirillo (Martigues) |               |         |                                                                                |

| Nantes 16 dicembre 2006, ore 20:00 UTC+1 18ª giornata | Nantes-Atlantique  | 0 – 0 referto | Bordeaux | Stadio della Beaujoire (26.490 spett.)\| Arbitro: \| Bré (Saint-Brieuc) \| |
| Arbitro:                                              | Bré (Saint-Brieuc) |               |          |                                                                            |

| Arbitro: | Ennjimi (Casablanca) |

|  |           |                                           |
|  | Marcatori | 62’ Rossi 68’ Cetto 77’ Oliech 86’ Diallo |

#### Girone di ritorno
| Arbitro: | Lannoy (Boulogne-sur-Mer) |

|                |           |  |
| Pieroni 90'+2’ | Marcatori |  |

| Arbitro: | Coué (Marsiglia) |

|          |           |  |
| Sanz 87’ | Marcatori |  |

| Arbitro: | Castro (Lione) |

|  |           |                       |
|  | Marcatori | 21’ Gignac 53’ Abriel |

| Lilla 3 febbraio 2007, ore 17:10 UTC+1 23ª giornata | Lilla               | 0 – 0 referto | Nantes | Lille-Metropole (14.750 spett.)\| Arbitro: \| Biton (Montpellier) \| |
| Arbitro:                                            | Biton (Montpellier) |               |        |                                                                      |

| Arbitro: | Duhamel (Rouen) |

|                        |           |                                         |
| Keserü 79’ Guillon 86’ | Marcatori | 18’, 49’, 72’, 88’ Savidan 75’ Dufresne |

| Marsiglia 18 febbraio 2007, ore 21:00 UTC+1 25ª giornata | Olympique Marsiglia | 0 – 0 referto | Nantes | Vélodrome (49.507 spett.)\| Arbitro: \| Poulat (Charlieu) \| |
| Arbitro:                                                 | Poulat (Charlieu)   |               |        |                                                              |

| Arbitro: | Moulin (Rennes) |

|            |           |             |
| Keserü 76’ | Marcatori | 19’ Cheyrou |

| Arbitro: | Jaffredo (Vannes) |

|                   |           |                      |
| Santos 34’ (rig.) | Marcatori | 23’ Payet 51’ Keserü |

| Arbitro: | Ennjimi (Casablanca) |

|                    |           |            |
| Diallo 35’ Faé 74’ | Marcatori | 39’ Brison |

| Arbitro: | Malige (Nîmes) |

|                     |           |              |
| Pérez 35’ Givet 43’ | Marcatori | 14’ Da Rocha |

| Arbitro: | Auriac (Aubervilliers) |

|  |           |                 |
|  | Marcatori | 51’ Ducourtioux |

| Arbitro: | Lannoy (Boulogne-sur-Mer) |

|                      |           |            |
| Hognon 27’ Gomis 34’ | Marcatori | 29’ Diallo |

| Nantes 14 aprile 2007, ore 20:00 UTC+1 32ª giornata | Nantes          | 0 – 0 referto | Lens | Stadio della Beaujoire (33.193 spett.)\| Arbitro: \| Moulin (Rennes) \| |
| Arbitro:                                            | Moulin (Rennes) |               |      |                                                                         |

| Arbitro: | Poulat (Charlieu) |

|                                           |           |  |
| Pauleta 16’, 65’ Rothen 43’ Luyindula 67’ | Marcatori |  |

| Arbitro: | Biton (Montpellier) |

|  |           |                      |
|  | Marcatori | 55’ Utaka 59’ Briand |

| Arbitro: | Kalt (Colmar) |

|            |           |               |
| Matsui 26’ | Marcatori | 90'+3’ Keserü |

| Arbitro: | Cailleux (San Quintino) |

|  |           |            |
|  | Marcatori | 79’ Oliech |

| Nantes 19 maggio 2007, ore 20:45 UTC+1 37ª giornata | Nantes           | 0 – 0 referto | Tolosa | Stadio della Beaujoire (28.771 spett.)\| Arbitro: \| Ruffray (Bayeux) \| |
| Arbitro:                                            | Ruffray (Bayeux) |               |        |                                                                          |

| Arbitro: | Coué (Marsiglia) |

|                              |           |            |
| Malouda 22’, 66’ Benzema 83’ | Marcatori | 51’ Diallo |

### Coupe de la Ligue
| Arbitro: | Piccirillo (Martigues) |

|  |           |                           |
|  | Marcatori | Akpa-Akpro 43’ Bonnet 60’ |

### Coppa di Francia
| Nantes 6 gennaio 2007 Trentaduesimi di finale  | Nantes    | 1 – 0 referto | Guingamp | Stadio della Beaujoire (20 000 spett.) |
| \| \| \| \| \| Savinaud 90’ \| Marcatori \| \| |           |               |          |                                        |
|                                                |           |               |          |                                        |
| Savinaud 90’                                   | Marcatori |               |          |                                        |

| Amiens 19 gennaio 2007 Sedicesimi di finale                                        | Amiens    | 1 – 3 referto                        | Nantes | Stade de la Licorne (11 426 spett.) |
| \| \| \| \| \| Fayolle 76’ \| Marcatori \| 45’ (rig.), 58’ Pieroni 90+3’ Oliech \| |           |                                      |        |                                     |
|                                                                                    |           |                                      |        |                                     |
| Fayolle 76’                                                                        | Marcatori | 45’ (rig.), 58’ Pieroni 90+3’ Oliech |        |                                     |

| Nantes 31 gennaio 2007 Ottavi di finale       | Nantes    | 1 – 0 (d.t.s.) referto | Lilla | Stadio della Beaujoire (15 000 spett.) |
| \| \| \| \| \| Keșerü 120’ \| Marcatori \| \| |           |                        |       |                                        |
|                                               |           |                        |       |                                        |
| Keșerü 120’                                   | Marcatori |                        |       |                                        |

| Amiens 27 febbraio 2007 Quarti di finale | Sedan                | 1 – 1 referto                                | Nantes | Stade de la Licorne (8 639 spett.) |
| \| \| \| \| \| Pujol 13’ \| Marcatori \| 15’ Keșerü \| \| Ducourtioux Belhadj Badiane Amalfitano Job Marin \| Tiri di rigore 5 – 6 \| Das Neves Cetto Da Rocha Keșerü Diallo Rossi \| |                      |                                              |        |                                    |
| |                      |                                              |        |                                    |
| Pujol 13’ | Marcatori            | 15’ Keșerü                                   |        |                                    |
| Ducourtioux Belhadj Badiane Amalfitano Job Marin | Tiri di rigore 5 – 6 | Das Neves Cetto Da Rocha Keșerü Diallo Rossi |        |                                    |

| Marsiglia 20 aprile 2007 Semifinali                                 | Olympique Marsiglia | 3 – 0 referto | Nantes | Vélodrome (55 333 spett.) |
| \| \| \| \| \| Ribéry 29’ Maoulida 55’ Cissé 76’ \| Marcatori \| \| |                     |               |        |                           |
|                                                                     |                     |               |        |                           |
| Ribéry 29’ Maoulida 55’ Cissé 76’                                   | Marcatori           |               |        |                           |

## Statistiche

### Andamento in campionato
| Giornata  | 1  | 2  | 3  | 4  | 5  | 6  | 7  | 8  | 9  | 10 | 11 | 12 | 13 | 14 | 15 | 16 | 17 | 18 | 19 | 20 | 21 | 22 | 23 | 24 | 25 | 26 | 27 | 28 | 29 | 30 | 31 | 32 | 33 | 34 | 35 | 36 | 37 | 38 |
| --------- | -- | -- | -- | -- | -- | -- | -- | -- | -- | -- | -- | -- | -- | -- | -- | -- | -- | -- | -- | -- | -- | -- | -- | -- | -- | -- | -- | -- | -- | -- | -- | -- | -- | -- | -- | -- | -- | -- |
| Luogo     | C  | T  | C  | T  | C  | T  | C  | T  | C  | T  | C  | T  | C  | T  | C  | T  | C  | C  | T  | C  | T  | C  | T  | C  | T  | C  | T  | C  | T  | C  | T  | C  | T  | C  | T  | T  | C  | T  |
| Risultato | P  | N  | N  | P  | N  | P  | V  | P  | P  | P  | V  | N  | N  | P  | N  | P  | N  | N  | V  | V  | P  | P  | N  | P  | N  | N  | V  | V  | P  | P  | P  | N  | P  | P  | N  | V  | N  | P  |
| Posizione | 19 | 16 | 15 | 17 | 18 | 19 | 15 | 18 | 20 | 20 | 18 | 18 | 18 | 18 | 18 | 19 | 19 | 19 | 17 | 16 | 16 | 18 | 18 | 19 | 19 | 19 | 19 | 18 | 18 | 20 | 20 | 20 | 20 | 20 | 20 | 20 | 20 | 20 |

Fonte:  FC NANTES, su lfp.fr.
Legenda:

Luogo: C = Casa; T = Trasferta. Risultato: V = Vittoria; N = Pareggio; P = Sconfitta.